# Desai Williams
Desai Williams (Basseterre, San Cristóbal y Nieves; 12 de junio de 1959 - Mississauga, Canadá; 10 de abril de 2022) fue un atleta canadiense, especializado en la prueba de 4 × 100 m en la que llegó a ser medallista de bronce olímpico en 1984.

## Carrera deportiva
En los JJ. OO. de Los Ángeles 1984 ganó la medalla de bronce en los relevos 4 x 100 metros, con un tiempo de 38.70 segundos, tras Estados Unidos que batió el récord del mundo con 37.83 segundos, y Jamaica (plata), siendo sus compañeros de equipo: Ben Johnson, Tony Sharpe y Sterling Hinds.